# Pierre-Jacques Peccatte
 (mars 2021).
Si vous disposez d'ouvrages ou d'articles de référence ou si vous connaissez des sites web de qualité traitant du thème abordé ici, merci de compléter l'article en donnant les références utiles à sa vérifiabilité et en les liant à la section « Notes et références ».
 (avril 2020).
Pour les articles homonymes, voir Peccatte (homonymie).
Pierre-Jacques Peccatte, né le 20 octobre 1841 à Rouen (Seine Maritime, France) et mort le 30 octobre 1905 à Poitiers (France), est un prêtre français du XIXe siècle.

## Biographie
Il est le fils de Jean-François Peccatte, un tisserand rouennais.
Disciple de Saint Nicolas, Pierre-Jacques Peccatte est connu pour son altruisme et pour avoir été l'un des ardents défenseurs du Couvent des Clarisses[source insuffisante] (Confolens), hospice de la région dont il a supervisé les travaux d'agrandissement à la suite du legs Lagrange-Labajouderie[source insuffisante]  de 1895.
À la suite de ces travaux, il vient s'installer dans la commune de Bouin (Deux-Sèvres) où il officiera jusqu'à son décès en 1905 à l'Hôtel-Dieu de Poitiers (Hôtel Pinet) des suites d'une embolie pulmonaire.